# ケプラー62e
ケプラー62e (英語: Kepler-62e) は、アメリカ航空宇宙局によって打ち上げられたケプラーによって発見された、ケプラー62の周囲を公転している5つの太陽系外惑星のうち、外側から2番目の軌道を公転するスーパーアースサイズの惑星で、主星のハビタブルゾーンの内縁付近にあると考えられている。
ケプラー62eは、こと座の方角に地球から約1,200光年離れた位置にある。この惑星は、主星の前面を通過する事によって発生する減光を検出するトランジット法により発見された。ハビタブルゾーンの内側を公転しており、地球型惑星か海洋惑星である可能性が示されている。地球との類似性を示した地球類似性指標（ESI）は0.83とされている。
ケプラー62eは、122日の公転周期で主星の周りを公転しており、地球よりも約60%大きい。

## 特徴

### 質量・半径・温度
| 地球 | ケプラー62e |
| ---- | ----------- |
| 地球 | Exoplanet   |

ケプラー62eは地球の1.61倍の半径で、表面温度は270K（-3℃）とされている。プエルトリコ大学アレシボ校のPlanetary Habitability Laboratoryでは、ケプラー62eの質量は地球の4.5倍としているが、不確実性が大きく、真の質量ははっきりとしていない。上限質量は地球の36倍だが、実際にはそれほどの質量はないとされている。

### 主星
ケプラー62eは、5つの惑星を持つ、ケプラー62と呼ばれる恒星を公転している。質量は太陽の0.69倍、半径は0.64倍で、表面温度は4,925K（4,652℃）、誕生から70億年が経過しているとされている。それに対して太陽は、誕生から46億年が経過しており、表面温度は5,778Kである。金属量（[Fe/H]）は-0.37で、これは太陽の42%しか金属を含んでいない事を示している。光度も太陽の21%しかない。
視等級は13.654等と暗く、肉眼で観望する事は出来ない。

### 軌道
ケプラー62eは主星から約0.42au（太陽-水星間は0.38au）で、約122.3日かけて主星を公転している。2016年の研究では、ケプラー62eは外側を公転しているケプラー62fと2:1の軌道共鳴状態にある可能性が高い事が示された。これは、eが軌道を2回公転する間に、fが軌道を1回公転する事を意味する。主星から受ける日射は、地球が太陽から受ける日射よりも20%大きいとされている。

## 居住性
惑星の年齢（70±40億歳）、放射束（地球の1.2±0.2倍）、半径（1.61±0.05地球半径）などのデータから、組成はケイ素‐鉄系の岩石質で、かなりの量の水を含むと考えられている。モデルに基づく研究では、ケプラー62e程度の大きさを持つ惑星の表面の大部分は、海に覆われている可能性が高い事が示唆されている。しかし、別の研究では、地球の1.6倍以上の半径を持つ惑星は、揮発性物質に富んだ厚い大気を持ち、明確な表面を持たないミニ・ネプチューン（ガス惑星）になる可能性が示されており、地球で見られるような陸上生命体は存在できない可能性もある。
もう1つの重要な要素として、放射束がある。地球よりも20%多い日射を受けているケプラー62eは、暴走温室効果によって、表面温度が350K（77℃）を超えている可能性もあるとされる。
| 条件            | 金星 | 地球 | ケプラー62e | ケプラー62e | ケプラー62e |
| --------------- | ---- | ---- | ----------- | ----------- | ----------- |
| ボンドアルベド  | 0.9  | 0.3  | 0.9         | 0.6         | 0.3         |
| 温室効果なし    | 34℃  | -18℃ | -111℃       | -44℃        | -9℃         |
| +金星の温室効果 | 465℃ | 413℃ | 320℃        | 387℃        | 422℃        |
| +地球の温室効果 | 67℃  | 15℃  | -79℃        | -12℃        | 23℃         |

## 発見と影響

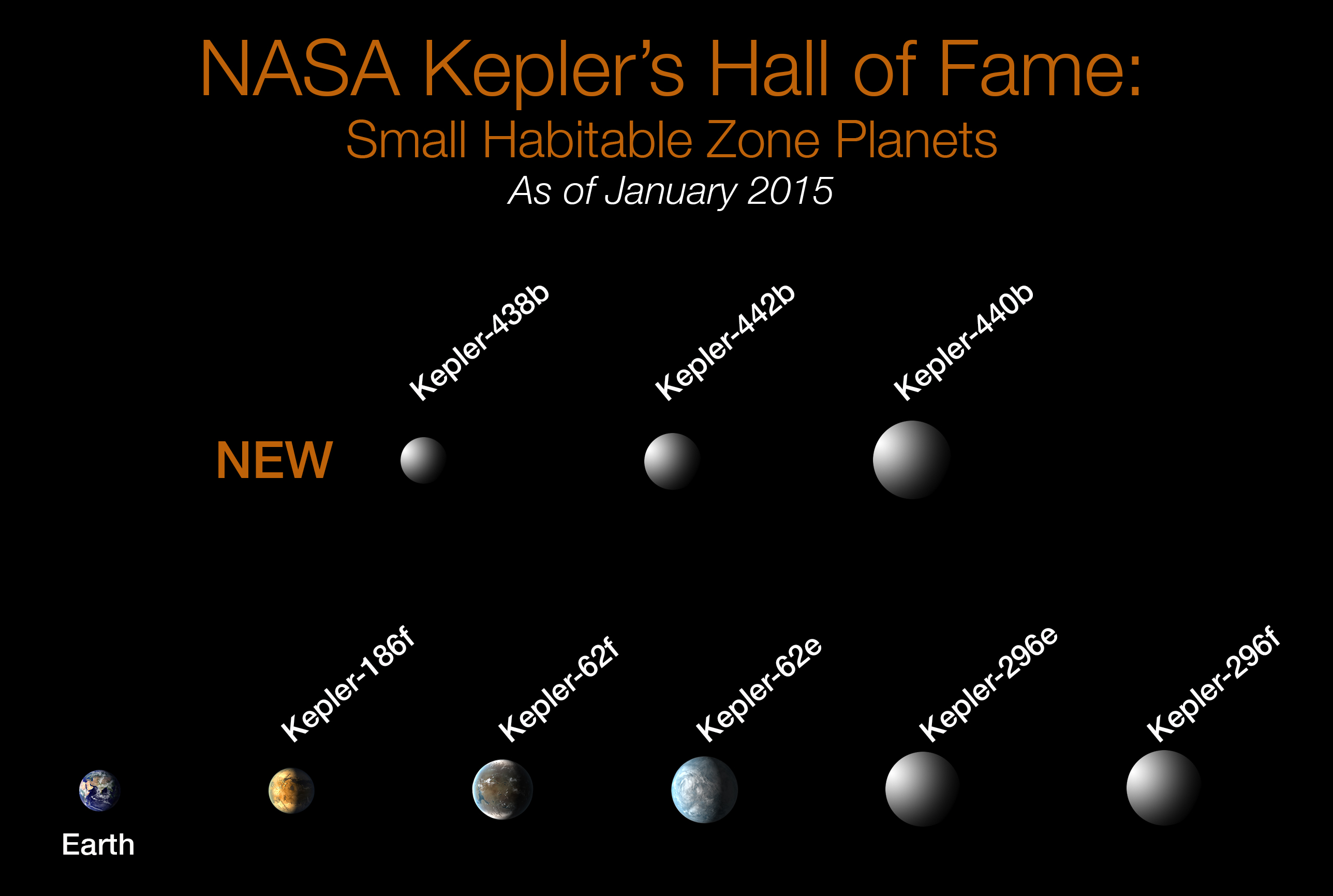
ハビタブルゾーン内にある惑星（惑星のイラストは想像図）(ケプラー62e・62f・186f・296e・296f・438b・440b・442b)

ケプラー62eを発見したケプラー宇宙望遠鏡は2009年に観測を開始した。ケプラーは、惑星が主星の手前を通過する、「トランジット」によって減光される恒星の視等級を観測する事によって、惑星を発見する。最後に観測された、ケプラー62を含む、Kepler Input Catalogに登録されている約5万個の恒星の光度曲線の観測データが、ケプラーのミッションチームに送信され、その中から、追加観測が必要とされるものが選抜された。そして、2009年5月13日から2012年3月17日の間に、ケプラー62の光度が約122日毎に減光しているのが確認され、追加観測が行われた結果、この減光が実在する惑星に起因していると結論付けられ、ケプラー69系を含む、他の惑星と共に、2013年4月18日にその存在が発表された。
2013年5月9日にアメリカ合衆国下院で行われた議会の公聴会で"Exoplanet Discoveries: Have We Found Other Earths?"という議題で、太陽系外惑星ケプラー62eとf、ケプラー69cに関して議論が行われた。発見は、雑誌サイエンスの特集号で公開されていたが、改めて惑星についての説明が行われた。また、ケプラー62系の惑星は、SETIの観測プログラムの一環として、特別対象に選定されている。
ケプラー62eは、約1,200光年離れており、現在の望遠鏡や、予定されている次世代観測計画による観測技術では、その詳しい質量を求めるには相当に遠く離れている状況である。ケプラー宇宙望遠鏡は限定した領域を集中的に観測したが、TESSやPLATOは、全球に渡る広範囲な観測が予定されている。